# Onze-Lieve-Vrouw van den Oudenberg

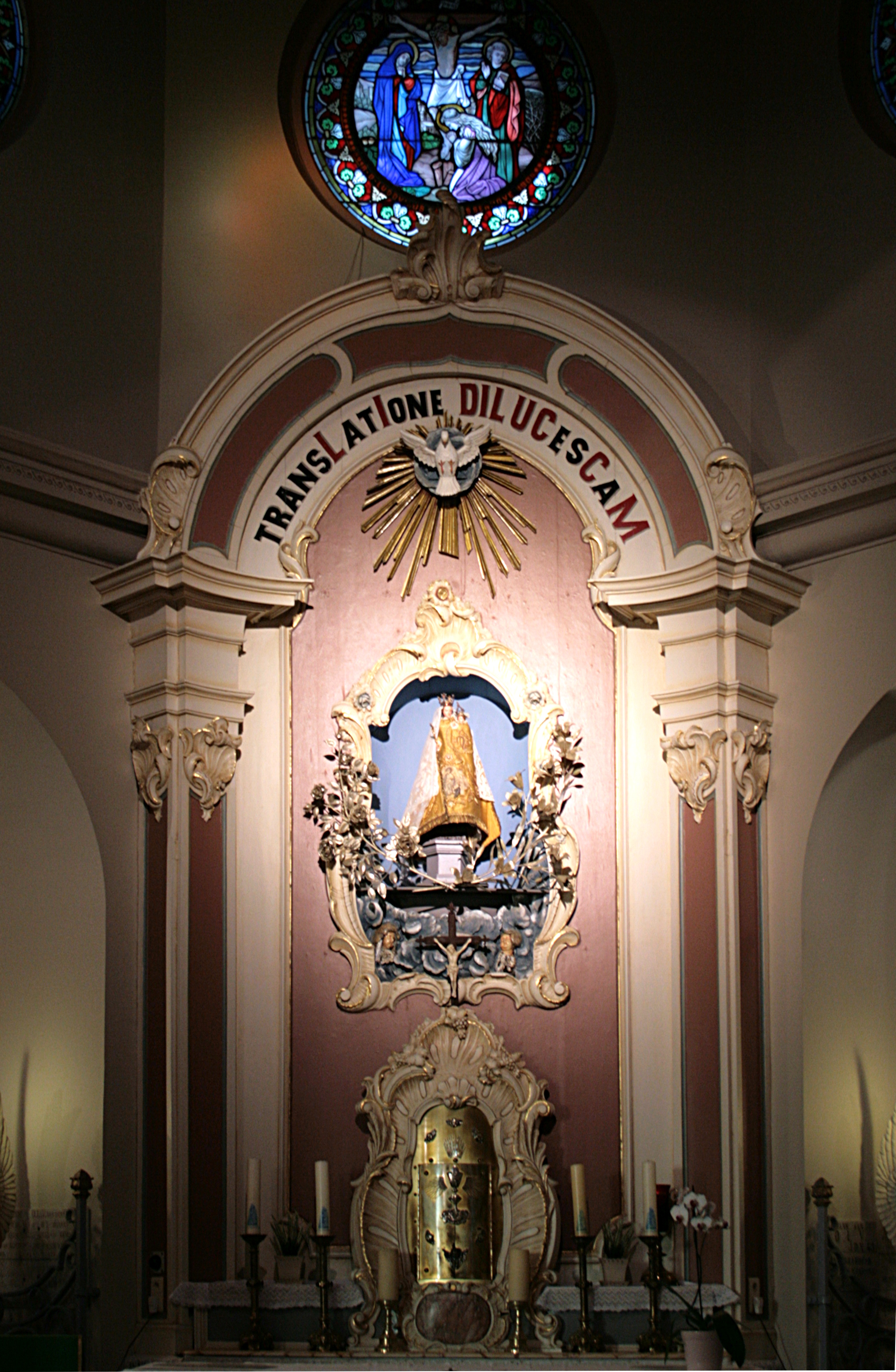
Altaar met het devotiebeeld, en chronogram.

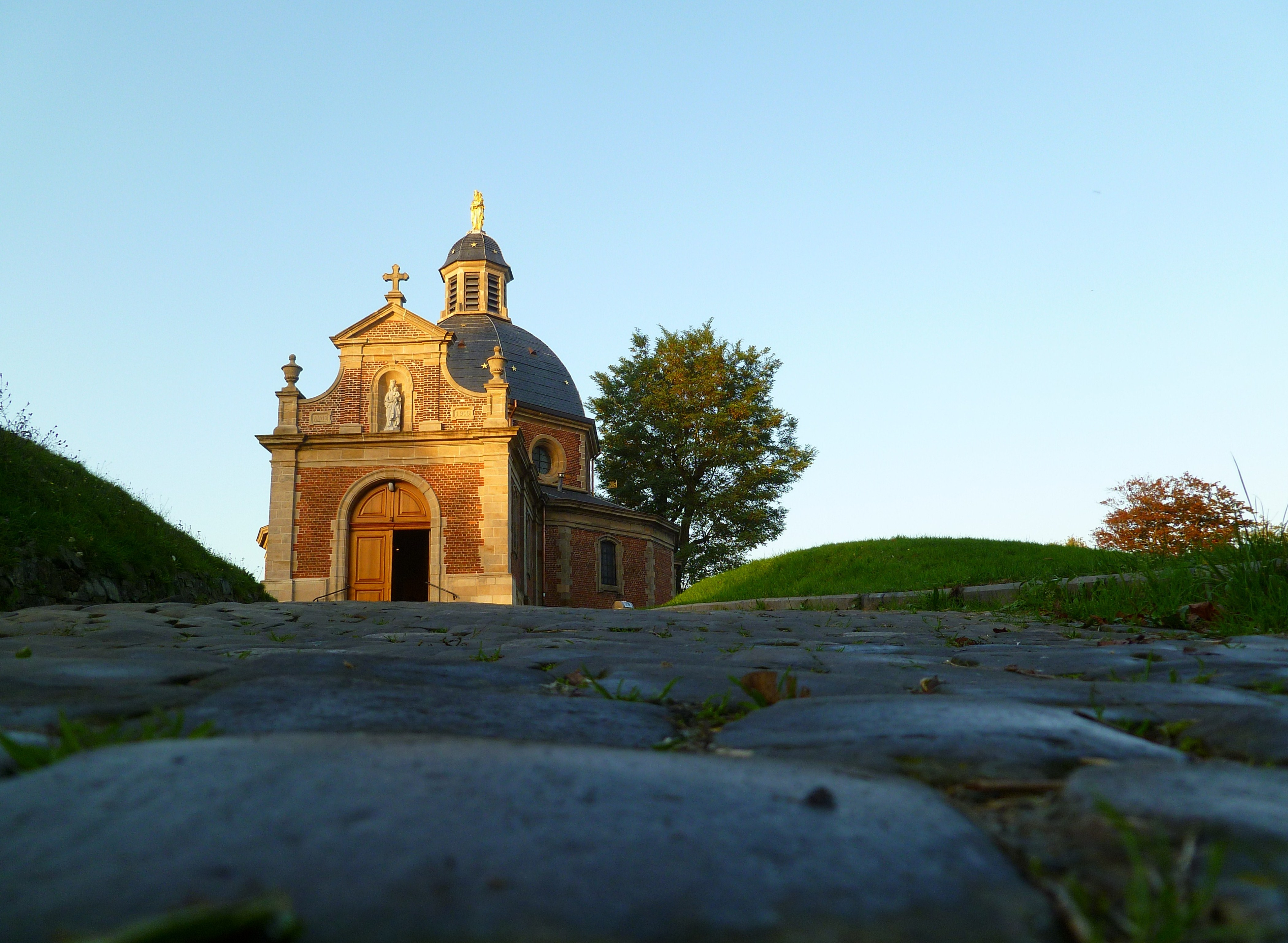

Onze-Lieve-Vrouw van den Oudenberg is een pauselijk gekroond houten mariabeeld dat sinds de middeleeuwen op den Oudenberg in Geraardsbergen vereerd wordt door pelgrims. Ze wordt vereerd in de Kapel van den Oudenberg. Het beeld kent een grote plaatselijke devotie.
De kapel, oorspronkelijk uit de 17e eeuw, zelf is een beschermd monument. Het beeld werd in opdracht van de paus door Mgr. Lambrecht gekroond.